# Marlon Díaz
Marlon Calixto Díaz Rosero (Quevedo, Provincia de Los Ríos, Ecuador, 24 de junio de 1980) es un exfutbolista ecuatoriano que jugaba de guardameta.

## Trayectoria
Comenzó su carrera futbolística en el Corinthians FC de la provincia de Los Ríos de Ecuador.
En 1996 llegó a Guayaquil y se unió a las divisiones menores del Club Sport Emelec, club en el que jugó en las categorías inferiores hasta que fue subido al primer plantel en el 2001. El mismo año fue prestado a la LDU de Portoviejo.
El 2002 retornó a Emelec y tapó un partido de primera ante Aucas, formando así parte del club que se coronó campeón de Serie A de Ecuador. En la pretemporada del 2003 con Emelec ganó un Clásico del Astillero amistoso en el que estaba en disputa la Copa Asoguayas Diario El Universo.
En el 2004 fue al Manta FC, el 2005 retornó Emelec, el 2006 fue al LDU de Loja, el 2007 al Club Sport Patria, el 2008 a Macará, el 2009 pasa al Mushuc Runa, el 2010 fue a Técnico Universitario y luego retornó al Mushuc Runa, el 2012 fue a Deportivo Azogues y el 2013 a Orense SC.

## Clubes
| Club                  | País    | Año       |
| --------------------- | ------- | --------- |
| LDU de Portoviejo     | Ecuador | 2001      |
| Emelec                | Ecuador | 2002-2003 |
| Manta FC              | Ecuador | 2004      |
| Emelec                | Ecuador | 2005      |
| LDU de Loja           | Ecuador | 2006      |
| Patria                | Ecuador | 2007      |
| Macará                | Ecuador | 2008-2009 |
| Mushuc Runa           | Ecuador | 2009      |
| Técnico Universitario | Ecuador | 2010      |
| Mushuc Runa           | Ecuador | 2010      |
| Deportivo Azogues     | Ecuador | 2012      |
| Orense SC             | Ecuador | 2013      |

## Palmarés

### Campeonatos nacionales
| Título             | Club   | País    | Año  |
| ------------------ | ------ | ------- | ---- |
| Serie A de Ecuador | Emelec | Ecuador | 2002 |